# Stonehenge Festival
Stonehenge Festival is een jaarlijks terugkerend metalfestival dat gehouden wordt sinds 1995 op de laatste zaterdag van juli bij het stationsplein van de Overijsselse plaats Steenwijk.

## Geschiedenis
In 1995 begonnen een aantal vrijwilligers van jongerencentrum De Buze Stonehenge Festival (toen nog in de tuin van de Buze). In de periode 1995–1998 speelden er alleen bands uit de Benelux op het festival. Sinds 1999 staan er bands uit de hele wereld en anno 2018 behoort Stonehenge Festival tot een van de meest toonaangevende en bekendste metalfestivals van Nederland.

## Naam
Het Engelse woord stone (Nederlands: 'steen') verwijst naar de stad Steenwijk. Het woord 'henge' staat hier voor de manier waarop Steenwijk gebouwd is.
Voor verwarring met het Stonehenge Festival in Engeland bestaat geen angst gezien de opzet van dit festival en de doelgroep totaal verschillen van elkaar.

## Bekende bands
Op Stonehenge Festival hebben onder andere gespeeld; Obituary, Carcass, Immolation, Master, Napalm Death, MOD, Rotting Christ, DRI, Hirax, Suffocation, Grave, Entombed, Godflesh, Maccabre, Marduk, Taake, Devin Townsend Project, Pestilence, Asphyx, Cattle Decapitation, Dying Fetus, Benediction, Morgoth, Vicious Rumors, Altar, Inferum, Misery Index, Anathema, Die Apokalyptischen Reiter en nog meer metal acts uit binnen- en buitenland.

## Bijzonderheden
- Stonehenge Festival is met 25 achtereenvolgende edities het oudste metalfestival van Nederland.